# Paracles peruensis
Paracles peruensis là một loài bướm đêm thuộc phân họ Arctiinae, họ Erebidae.